# کیریل ترزیف
کیریل ترزیف (به بلغاری: Кирил Стойчев Терзиев) (زاده ۱ سپتامبر ۱۹۸۳) کشتی‌گیر پیشین اهل بلغارستان است که در دستهٔ ۷۴ کیلوگرم کشتی آزاد رقابت می‌کرد. او در مسابقات المپیک ۲۰۰۸ پکن مدال برنز رسید و همچنین دارای یک مدال نقره (۲۰۱۰) و یک برنز (۲۰۰۹) از مسابقات قهرمانی کشتی اروپا است.